# Nils Schmäler
Nils Schmäler (* 10. November 1969 in Lüneburg) ist ein ehemaliger deutscher Fußballspieler. Er ist der Zwillingsbruder des Bundesligaspielers Olaf Schmäler.

## Karriere
Schmäler begann mit seinem Bruder in der Jugend von SC Victoria Braunschweig. Gemeinsam gingen sie zur Jugend von Eintracht Braunschweig und anschließend zu ihrer ersten Profistation beim Bundesligisten VfB Stuttgart.
Sein Debüt im deutschen Oberhaus feierte Schmäler am 3. Dezember 1988, im Spiel VfB Stuttgart gegen Werder Bremen. Es folgten vier Profijahre beim VfB Stuttgart, zwei Jahre bei Dynamo Dresden, verschiedene Stationen im Amateurbereich und eine Tätigkeit als Europa-Scout für Tottenham Hotspur. Nils Schmäler hat ebenfalls als Europa-Scout für Manchester United gearbeitet.

## Erfolge
- Deutscher Meister: 1992
- UEFA-Pokal-Finalist: 1989